# Insolentipalpus acypera
Insolentipalpus acypera är en fjärilsart som beskrevs av George Francis Hampson 1902. Insolentipalpus acypera ingår i släktet Insolentipalpus och familjen nattflyn. Inga underarter finns listade i Catalogue of Life.